# Франко-кантабрійський регіон

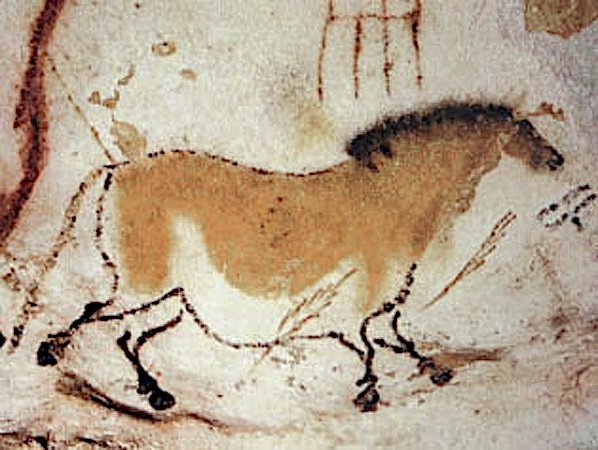
Кінь у печері Ласко — зразок палеолітичного мистецтва франко-кантабрійського регіону

Фра́нко-кантабрі́йський регіо́н — археологічний термін. Стосується території від Астурії на півночі Іспанії до Провансу на південному сході Франції. Включає південну половину Франції й північну смугу Іспанії біля Біскайської затоки (відомої як Кантабрійське море, звідси й назва регіону). Іноді до складу регіону включають також північну Каталонію.
У період верхнього палеоліту в цьому регіоні спостерігалася висока культурна однорідність; мабуть, в той період Франко-Кантабрія була найбільш густонаселеним регіоном Європи. Дані молекулярної генетики говорять про те, що населення регіону є предком більшості населення Європи принаймні по жіночій лінії (мітохондріальна гаплогрупа H).

## Археологія
В регіоні були представлені послідовно шательперонська, оріньяцька, ґраветтська, солютрейська, бадегульська, мадленська, азильська і тарденуазька (постазильська геометрична) культура.

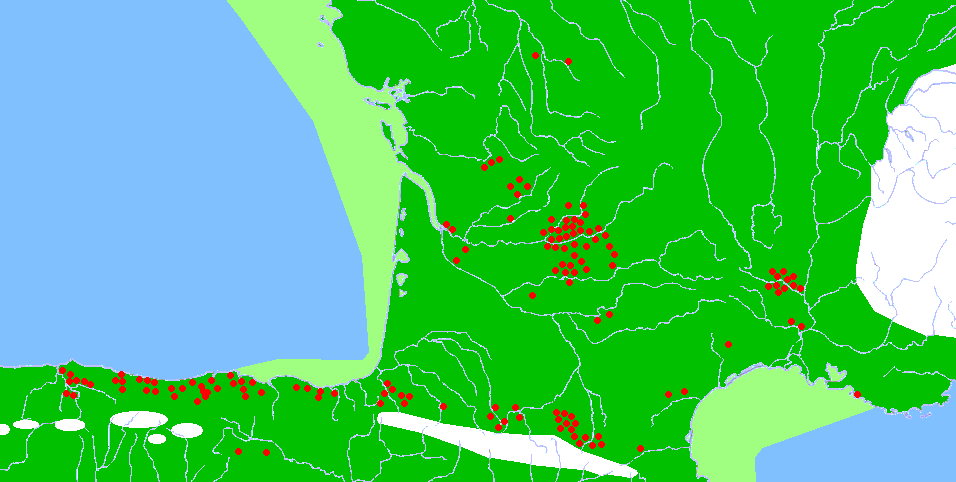
Карта Франко-Кантабрії із зазначенням місць знаходження пам'яток печерного мистецтва

Франко-Кантабрія, можливо, була притулком для великої кількості населення часів верхнього палеоліту під час останнього льодовикового максимуму (Вісконсинського зледеніння), і, можливо, саме звідси люди розселилися по Європі по його закінченні.

## Розпад регіональної однорідності в епоху раннього неоліту
В епоху неоліту територія Франко-Кантабрії втратила культурну однорідність, розділившись на східну частину, де домінувала культура кардіальної кераміки (ККК), і західну, де зберігалася субнеолітична рукадурська культура. Територія рукадурської культури поступово звужувалася під натиском ККК, і з часом її змінила гібридна тенакська культура.

## Основні пам'ятки
- Альтаміра, Кантабрія, Іспанія.
- Печера Ласко, Франція.
- Сантімаміньє, Країна Басків, Іспанія.
- Печера Шове, Франція.